# Chāgharlū
Chāgharlū (persiska: چاغِرلو, چاغرلو, Chāgherlū) är en ort i Iran.   Den ligger i provinsen Kurdistan, i den nordvästra delen av landet, 400 km väster om huvudstaden Teheran. Chāgharlū ligger 1 507 meter över havet och antalet invånare är 382.
Terrängen runt Chāgharlū är lite kuperad, och sluttar norrut. Runt Chāgharlū är det ganska glesbefolkat, med 50 invånare per kvadratkilometer. Närmaste större samhälle är Şāḩeb, 12,8 km sydväst om Chāgharlū. Trakten runt Chāgharlū består i huvudsak av gräsmarker.